# ISO/TC289
ISO/TC 289 "Brand evaluation" è il Comitato Tecnico n. 289 del Organizzazione internazionale per la normazione (ISO) istituito nel 2014 per sviluppare standard nell'area della valutazione dei Brand, in italiano definito come "marca".
La norma ISO 20671:2019 definisce il Brand come:
beni immateriali, compresi ma non limitati a, nomi, termini, segni, simboli, loghi e disegni o una combinazione di questi, intesi a identificare merci, servizi o entità, o una combinazione di questi, creando immagini e associazioni distintive nelle menti delle parti interessate, generando in tal modo vantaggi/valori economici.

## Storia
Nel gennaio 2014 il Technical management Board dell'ISO (TMB) ha deciso di creare un nuovo comitato tecnico ISO chiamato ISO/TC 289.
Il primo incontro plenario si è tenuto il 25-26 settembre 2014 a Pechino, ospitato dalla Standardization Administration of China (SAC) e dal China Council for Brand Development (CCBD).
La prima riunione del Gruppo di Lavoro (Working Group) 1 (WG1) di ISO/TC 289 si è tenuta a Shenzhen (Cina), dall'11 al 12 novembre 2015 organizzato dal China Council for Brand Development (CCBD).

Il primo incontro del secondo gruppo di lavoro ISO/TC 289/WG2 si è tenuto a Roma (Italia), dal 21 al 23 gennaio 2019 organizzato dall'UNI (Ente nazionale italiano di unificazione)

## Scopo
L'attuale ambito di applicazione di ISO/TC 289 si concentra principalmente sulla standardizzazione nel campo della valutazione del brand. l'attività principale di ISO/TC 289 è lo sviluppo di standard internazionali a supporto della pratica internazionale di valutazione e gestione del brand.

## Organizzazione
ISO/TC 289 ha attualmente la seguente organizzazione:
- Presidente (2022-2027) - David Haigh (Gran Bretagna)
- Segreteria tecnica Anran LV (Cina)

- ISO/TC 289/CAG Gruppo consultivo del presidente (Chairman’s Advisory Group) – (Convenor) coordinatore fino al 2024: Pingjun Liu (Cina).
- ISO/TC 289/JWG 4:Gruppo congiunto ISO/TC 289 - ISO/TC 228: Valutazione del brand - Città turistiche - – (Convenor) coordinatore fino al 2024: Tienan Li (Cina)
- ISO/TC 289/WG 1: Processo di valutazione del brand – (Convenor) coordinatori fino al 2023: Gerhard Hrebiceck (Austria)
- ISO/TC 289/WG 2: Implementazione/Linee guida – (Convenor) coordinatore fino al 2024: Claudio Barella (Italia).
- ISO/TC 289/WG 3: Revisione di ISO 10668 – (Convenor) coordinatore fino al 2024: David Haigh (Gran Bretagna).
- ISO/TC 289/TG 1: Gruppo di attività di comunicazione – (Convenor) coordinatore fino al 2022: Patricia McQuillan (Canada).
- ISO/TC 289/TG 2: Raccogliere concetti e filosofie presenti sul mercato e sviluppare termini e definizioni – (Convenor) coordinatori fino al 2023: Zeshi Yang (Cina).

- Presidente (2014-2021) – Bobby J.Calder (USA)[1]

ISO/TC 289 ha 12 paesi partecipanti e 24 paesi osservatori.

## Standard pubblicati
norme ISO pubblicate sotto la diretta responsabilità della ISO / TC 289:
 'Valutazione del brand' 
- ISO 10668:2010 valutazione del brand - Requisiti per la valutazione monetaria del brand
- ISO 20671-1:2021 valutazione del brand - Principi e fondamenti

Norme ISO in fase di sviluppo con responsabilità diretta della ISO / TC 289:
- ISO / DIS 20671-2 Valutazione del brand - Guida per la valutazione annuale del brand.[7]
- ISO / DIS 20671-3 Valutazione del brand - Linee guida per i marchi relativi alle indicazioni geografiche[8]